# King's Mouth
King's Mouth: Music and Songs è il quindicesimo album in studio della band The Flaming Lips. È stato pubblicato il 13 aprile 2019 come una tiratura limitata di 4.000 dischi color oro per l'evento. Una versione commerciale ufficiale è stata pubblicata il 19 luglio 2019. È il loro album più recente fino ad oggi.
King's Mouth è un concept album che è stato concepito come la colonna sonora di una mostra d'arte con lo stesso nome del frontman Wayne Coyne, che è stato aperto nel 2017. L'album presenta Mick Jones dei The Clash che fornisce la narrazione su diverse tracce.
Su Metacritic, King's Mouth ha ricevuto un punteggio di 74 su 100 sulla base di 22 recensioni, indicando un'accoglienza "generalmente favorevole". In una recensione di AllMusic, Heather Phares ha affermato che l'album "vanta musica abbastanza bella e immagini straordinarie rendendolo degno di essere ascoltato". Scrivendo per NME, Mark Beaumont ha definito King's Mouth l'album più "giocoso, cinematografico e coeso" della band dal 2002 Yoshimi Battles the Pink Robots. Chris Ingalls di PopMatters ha valutato l'album 8 su 10 stelle e lo ha descritto come "strano, avvincente viaggio di testa di un album".

## Tracce
1. We Don't Know How and We Don't Know Why – 1:10
2. The Sparrow – 5:38
3. Giant Baby – 3:51
4. Mother Universe – 1:51
5. How Many Times – 3:22
6. Electric Fire – 4:45
7. All for the Life of the City – 4:39
8. Feedaloodum Beedle Dot – 2:50
9. Funeral Parade – 2:58
10. Dipped in Steel – 1:28
11. Mouth of the King – 4:48
12. How Can a Head – 4:09